# Тонара
Тонара (італ. Tonara, сард. Tonara) — муніципалітет в Італії, у регіоні Сардинія,  провінція Нуоро.
Тонара розташована на відстані близько 350 км на південний захід від Рима, 90 км на північ від Кальярі, 37 км на південний захід від Нуоро.
Населення — 2027 осіб (2014).
Покровитель — San Gabriele.

## Демографія
Населення за роками:

Станом на 1 січня 2023 року в муніципалітеті офіційно проживали 33 іноземці з 10 країн, серед них 8 громадян країн Євросоюзу.

## Сусідні муніципалітети
- Аустіс
- Бельві
- Дезуло
- Соргоно
- Тіана